# Limán del Amur
El limán del Amur (del ruso: Амурский лиман) es el limán del río Amur, la sección norte del estrecho de Tartaria, que separa la parte continental asiática de la isla de Sajalín. Conecta, al norte, el golfo de Sajalín, ya en el mar de Ojotsk, con el estrecho de Nevelskoy, al sur, la sección central del estrecho de Tartaria. 
El limán del Amur a menudo se traduce como estuario del Amur o también boca o desembocadura del Amur".

## Referencias

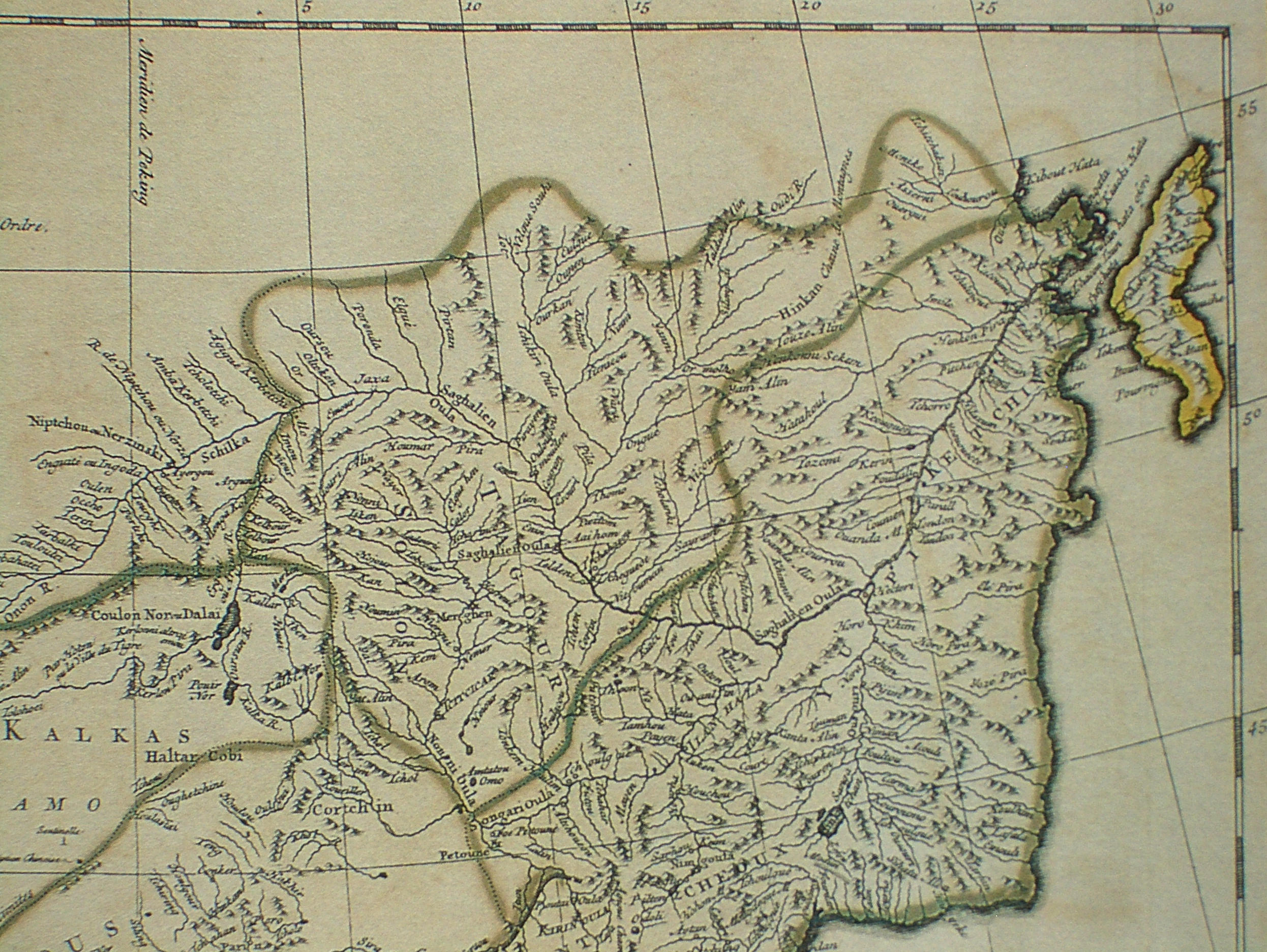
Estuario del río Amur, en un mapa de la China de 1734. Los datos del mapa están basados en la expedición jesuita de 1709